# کلار (خلخال)
کلار یکی از روستاهای استان اردبیل است که در بخش مرکزی شهرستان خلخال واقع شده‌است.
در شهرستان خلخال دو روستا وجود دارد ۱) روستای کالار ۲) غفورآباد (کالار) که در آن امامزاده معرفی بنام سید ابوالقاسم از نوادگان موسی کاظم می‌باشد